# Aero the Acro-Bat
Aero the Acro-Bat è un videogioco concepito da David Sillre per il Super Nintendo e il Mega Drive/Genesis, sviluppato dalla  Iguana Entertainment e pubblicato dalla Sunsoft nel 1993.

## Trama
Ispirato dalla tradizionale caratteristica delle "mascotte del marchio", cominciata con l'avvento e successo del porcospino blu Sonic the Hedgehog, il gioco introduce Aero, un pipistrello rosso residente e lavoratore di un circo.
Il suo compito è difendere il circo da Edgar Ektor, un ex-clown maligno solito lavorare nello stesso circo, adesso desideroso di chiuderlo. A esacerbare la missione di Aero c'è Zero the Kamikaze Squirrel, scoiattolo sottoposto di Ektor.

## Modalità di gioco
I livelli sono caratterizzati da numerose piattaforme e per rivelare i portali, dei condotti per le missioni successive, è necessario adempiere a compiti precisi. Oltrepassare dei cerchi, rimanere eretti su una piattaforma prima del suo svanimento, salire su montagne russe ecc...
Quattro sono i mondi a disposizione ed ognuno di essi dispone di cinque livelli, ognuno irto di spuntoni letali collocati in molte fenditure occultate.
Per eliminare i suoi avversari, Aero può roteare in aria per formare un trapano, oppure esplodere proiettili simili a delle stelle - questi sono limitati.

## Differenze tra le versioni
La versione SNES riproduce il "Tema d'Aero" nel livello 1-1, mentre la versione Megadrive propone Saber Dance invece - condivisa con il livello 2-2. La versione SNES, inoltre, propone un'introduzione musicale per ogni livello, rimossa nella versione per Megadrive, sebbene quest'ultima disponga di musiche nuove, come quella riprodotta durante la sessione di gioco nel livello 4-3. Un'ulteriore differenza è rappresentata dalla rimozione dalla versione Game Boy Advance di molte trappole e spuntoni che rendono il gioco più accessibile e meno hardcore.

## Accoglienza
Aero the Acro-Bat fu riconosciuto come il Miglior Nuovo Personaggio del 1993 dall'Electronic Gaming Monthly.
Sunsoft scelse Aero come propria mascotte durante l'era del 16-bit. Dopo il declino del 16-bit, scomparve sino al 2002, quando Metro 3D esportò il gioco sulla celebre console portatile della Nintendo, il Game Boy Advance, con un supplemento per le batterie - la versione SNES ne mancava.

## Virtual Console
La versione per Super Nintendo è stata pubblicata attraverso il servizio Virtual Console per la console Wii nella regione PAL il 23 luglio 2010 e nel Nord America il 26 luglio 2010. Il suo seguito, Aero the Acro-Bat 2, è stato distribuito un mese dopo.